# Сёдер, Карин
Карин Анн-Мария Сёдер (швед. Karin Ann-Marie Söder; 30 ноября 1928[…], Кил, Вермланд — 19 декабря 2015, Тебю, Стокгольм) — шведский политик. Первая женщина-политик в Швеции, избранная лидером крупной партии. Возглавляла Партию Центра с 1985—1987 гг. Одна из первых женщин-министров иностранных дел в мире.

## Биография
Карин Сёдер родилась 30 ноября 1928 года в Фрикеруде муниципалитете Киль Вермланд. Окончила среднюю школу в Гётеборге, работала школьным преподавателем в Вермланде и Табу, где с 1963 по 1971 год была членом местного совета. Председатель Регионального совета Стокгольма с 1969 по 1973 год. Умерла 18 декабря 2015 года в Табу.

## Политическая карьера
С 1971 по 1991 год занимала должность члена шведского парламента. В том же году назначена членом парламента и вторым заместителем лидера Партии Центра. В 1976 году Швеция получила правоцентристское правительство во главе с премьер-министром Партии Центра Турбьёрном Фельдином, была назначена на должность министра иностранных дел, став первой женщиной, когда-либо занимавшей этот пост в Швеции. В 1978 года Сёдер ушла из правительства из-за конфликта по поводу ядерной энергетики, на посту её сменил председатель партии либералов Ханс Бликс. В 1979 году Партия Центра воссоединилась с коалицией, вернулась в кабинет на должность министра здравоохранения и социальных дел. В том же году была назначена на должность лидера партии. Занимала пост министра здравоохранения и социальных дел пока Партия Центра не уступила социал-демократам на выборах 1982 года.
В 1985 году Турбьёрн Фельдин после неудачных выборов ушёл в отставку, у неё появился высокий статус в партии, что сделало Партию Центра крупнейшей партией в Швеции. В 1987 году по состоянию здоровья покинула партийное руководство, на посту лидера партии её сменил Улоф Йоханссон.
За годы работы в политике занимала пост председателя организации «Save the Children Sweden» в 1983—1995 года и президента Северный совет 1984—1985 и 1989—1990 годах. Была членом совета директоров компаний Skandia и Wermlandsbanken, и состояла в совете Королевского технологического института.
В 2003 году о ней выпущены заголовки политических новостей когда она стала соавтором статьи, призывающей однопартийцев проголосовать «За» на шведском референдуме про Евро, выступив против официальной линии партии.
Несмотря на её достижения в политике и политическое наследие, наиболее известна среди шведов, может быть реформа 1980 года, в результате которой магазины Systembolaget, национальной монополии в розничной торговле алкогольными напитками, которые теперь не работают по субботам.

## Семья
Карин Сёдер была замужем за бывшим генеральным директором Гуннаром Сёдером (1928—2020), у них родилась дочь Анника Сёдер (род. 1955) секретарь кабинета министров иностранных дел 2014—2019 гг при премьер-министре Стефане Лёвне.